# 布佐站

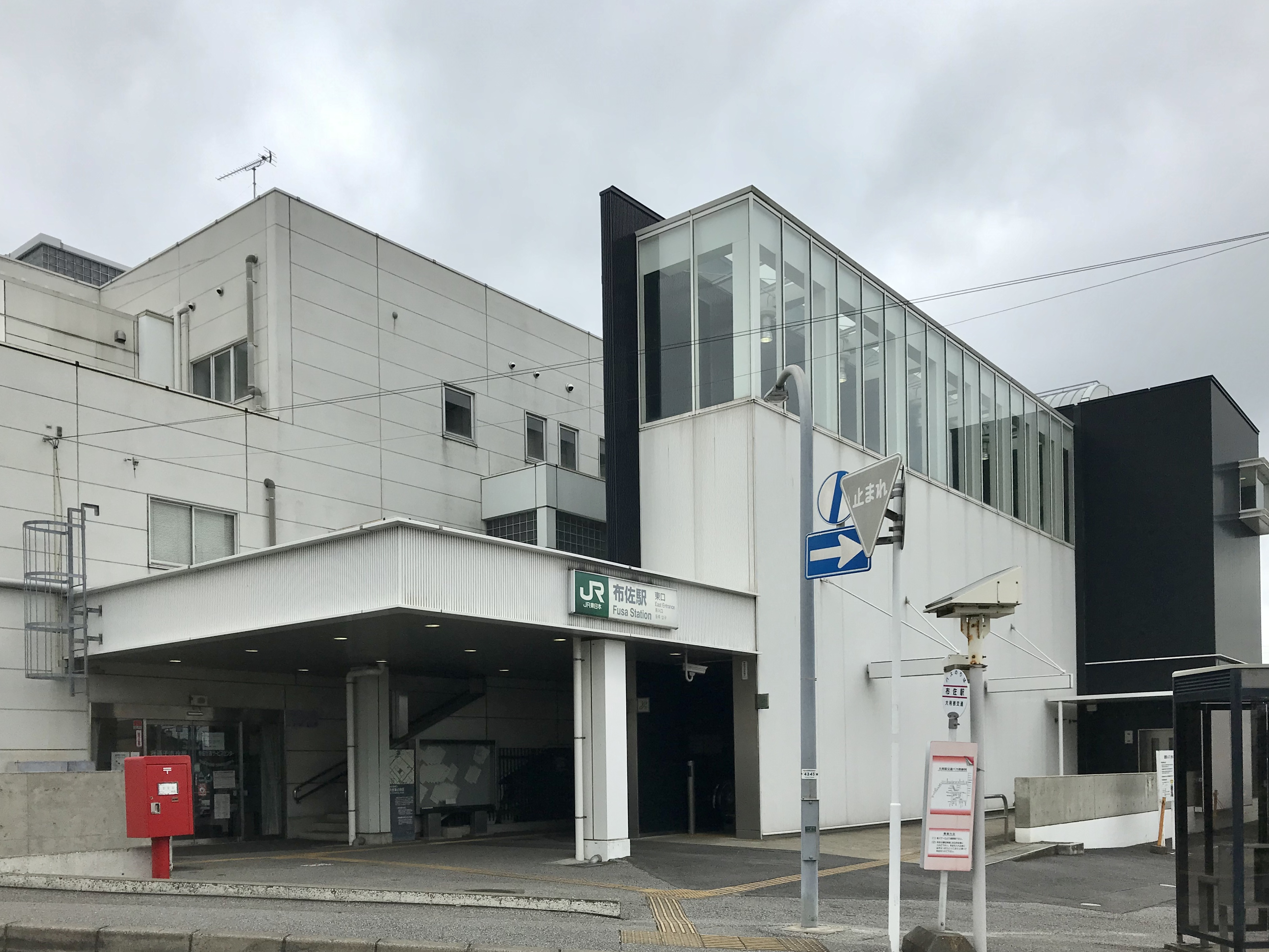
東出口（2020年7月13日）

布佐站（日语：／ Fusa eki */?）是位於千葉縣我孫子市布佐2812號，東日本旅客鐵道（JR東日本）的成田線（我孫子支線）車站。

## 歷史
- 1901年（明治34年）4月1日：成田鐵道（第一代）成田站至我孫子站之間全線開通，此站啟用[1]。為旅客和貨物車站。
- 1920年（大正9年）9月1日：成田鐵道被國有化（日语：鉄道敷設法），成為國有鐵道車站[1]。
- 1962年（昭和37年）10月1日：結束貨物起卸業務。
- 1970年（昭和45年）12月：翻新車站大樓。（木造建築物）
- 1973年（昭和48年）9月28日：成田線成田站至我孫子站之間電氣化[1]。
- 1987年（昭和62年）4月1日：伴隨國鐵分割民營化，車站由東日本旅客鐵道（JR東日本）營運[1]。
- 1993年（平成5年）4月12日：跨站式站房開始使用[2][3]。
- 1995年（平成7年）7月25日：自動閘機（日语：自動改札機）開始使用。
- 1997年（平成9年）2月：此站由湖北站管理站。
- 2001年（平成13年）11月18日：此站開始可以使用IC卡「Suica」[4]。
- 2005年（平成17年）
  - 4月10日：南出口安裝了升降機和扶手電梯。
  - 11月15日：自動廣播和發車音樂進行變更。
- 2006年（平成18年）
  - 3月31日：東出口安裝了升降機和扶手電梯。
  - 4月1日：職員當值的綠色窗口結業。「你好售票機Kaeru君」開始運作[5]。
  - 12月25日：閘內安裝了升降機。
- 2007年（平成19年）4月1日：成為業務委託車站[6]。
- 2012年（平成24年）2月27日：「你好售票機Kaeru君」結束運作。

## 車站構造
此站是地面車站，設有2面2線的相對式月台。在1993年（平成5年）4月開始使用3層高的跨站式站房。
1樓是我孫子市布佐行政服務中心，2樓是布佐車站會堂（均在東出口一方），閘口位於3樓。在車站出入口方面，設有東出口和南出口，均連接站前廣場和設有升降機和扶手電梯。車站大樓內設有自由通道，在尾班車開出後，均可以自由地來往東出口和南出口。廁所（濕廁，不可讓輪椅人士使用）位於閘口外邊。
在閘口旁設有KIOSK（JR東日本零售網絡）。在月台上設有升降機。在2004年（平成16年）至2006年（平成18年）之間，此站相繼建設無障礙工程（升降機和扶手電梯），使輪椅人士可方便地使用此站。另外，東出口站前廣場與1號月台，南出口站前廣場與2號月台兩處均設有讓輪椅人士專用的斜道，如需使用，可向車站職員提出。
此站是由湖北站管理的業務委託車站，委托JR東日本車站服務負責車站業務。此站設有自動閘機、自動補票機、自動售票機和乘車站證明票發行機。

### 月台
| 月台 | 路線                   | 上下行 | 方向                   |
| ---- | ---------------------- | ------ | ---------------------- |
| 1    | ■ 成田線（我孫子支線） | 下行   | 成田方向               |
| 2    | ■ 成田線（我孫子支線） | 上行   | 我孫子、上野、品川方向 |

參考

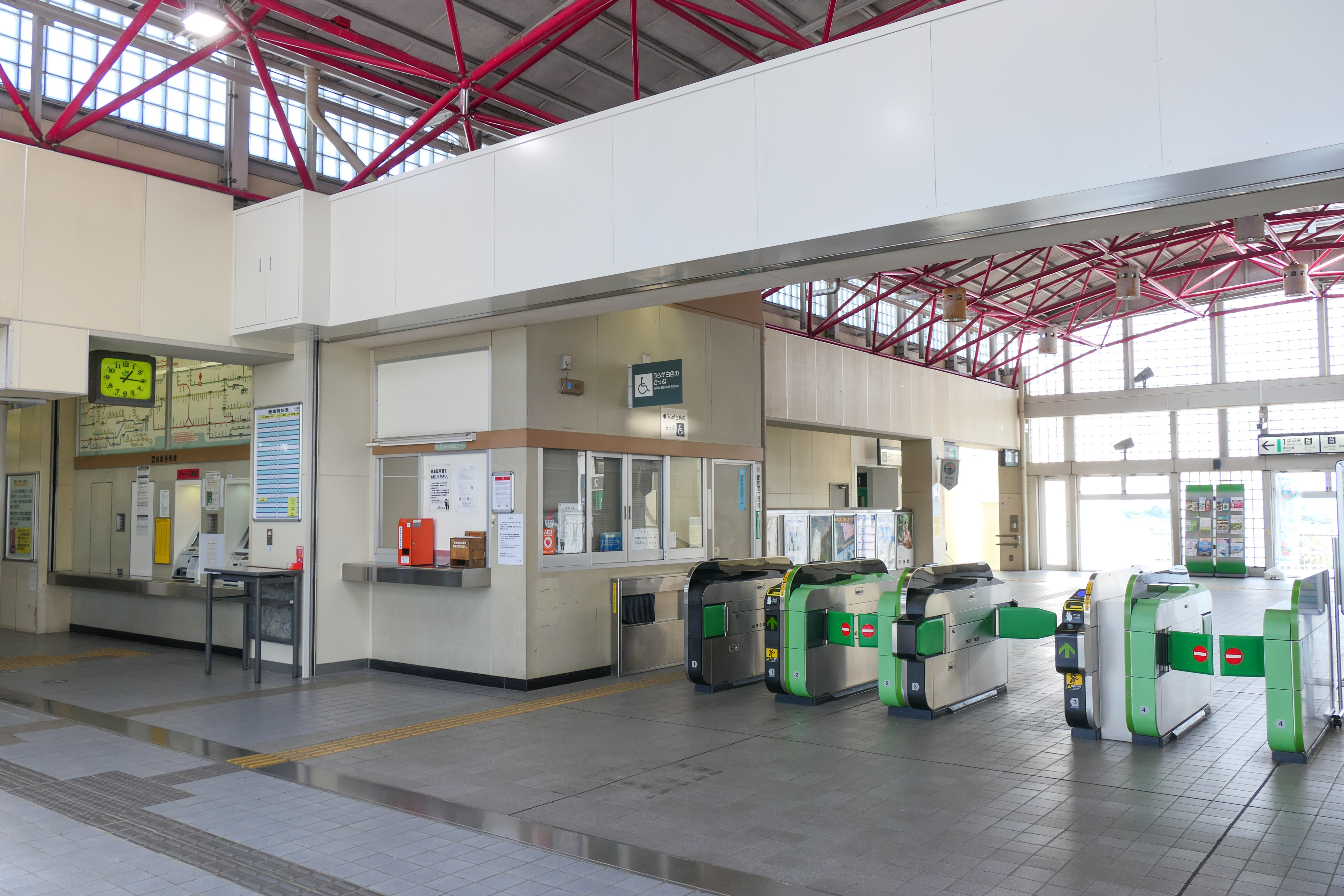
閘口（2021年5月25日）
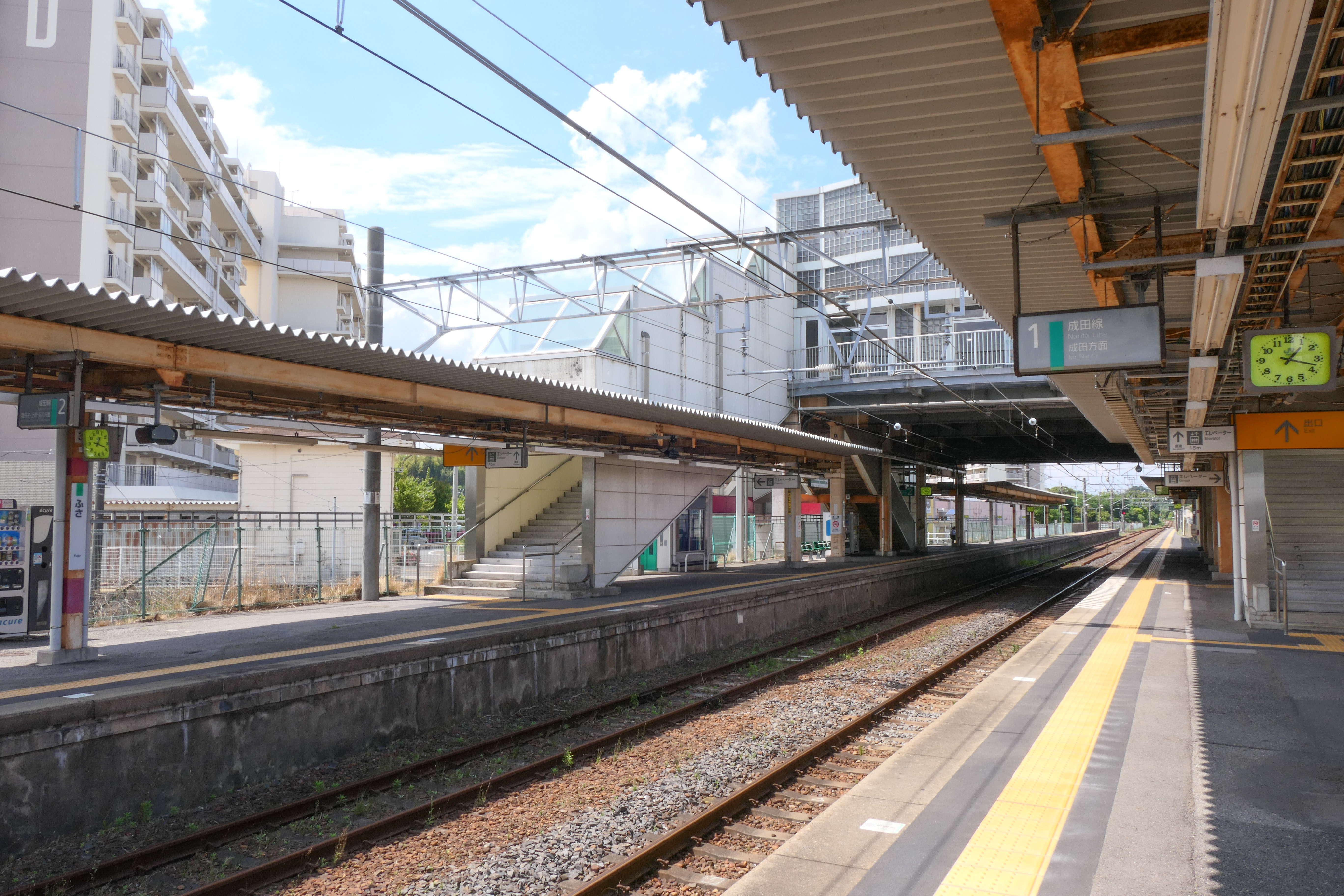
月台（2021年5月25日）

### 發車音樂
| 月台 | 音樂           |
| ---- | -------------- |
| 1    | 「cappuccino」 |
| 2    | 「」           |

此站是成田線（我孫子支線）唯一引入進站廣播的車站。

## 使用狀況
在2019年（令和元年）度1日平均乘車人次為3,156人，以下為乘車人次變化列表：
| 乘車人次變化       | 乘車人次變化     | 乘車人次變化 |
| 年度               | 1日平均 乘車人次 | 參考資料     |
| ------------------ | ---------------- | ------------ |
| 1990年（平成02年） | 7,760            | [ * 1 ]      |
| 1991年（平成03年） | 8,016            | [ * 2 ]      |
| 1992年（平成04年） | 8,114            | [ * 3 ]      |
| 1993年（平成05年） | 8,126            | [ * 4 ]      |
| 1994年（平成06年） | 8,053            | [ * 5 ]      |
| 1995年（平成07年） | 7,992            | [ * 6 ]      |
| 1996年（平成08年） | 7,859            | [ * 7 ]      |
| 1997年（平成09年） | 7,447            | [ * 8 ]      |
| 1998年（平成10年） | 7,203            | [ * 9 ]      |
| 1999年（平成11年） | 6,892            | [ * 10 ]     |
| 2000年（平成12年） | 6,552            | [ * 11 ]     |
| 2001年（平成13年） | 6,194            | [ * 12 ]     |
| 2002年（平成14年） | 5,710            | [ * 13 ]     |
| 2003年（平成15年） | 5,341            | [ * 14 ]     |
| 2004年（平成16年） | 4,974            | [ * 15 ]     |
| 2005年（平成17年） | 4,674            | [ * 16 ]     |
| 2006年（平成18年） | 4,451            | [ * 17 ]     |
| 2007年（平成19年） | 4,310            | [ * 18 ]     |
| 2008年（平成20年） | 4,134            | [ * 19 ]     |
| 2009年（平成21年） | 3,926            | [ * 20 ]     |
| 2010年（平成22年） | 3,669            | [ * 21 ]     |
| 2011年（平成23年） | 3,679            | [ * 22 ]     |
| 2012年（平成24年） | 3,545            | [ * 23 ]     |
| 2013年（平成25年） | 3,442            | [ * 24 ]     |
| 2014年（平成26年） | 3,334            | [ * 25 ]     |
| 2015年（平成27年） | 3,428            | [ * 26 ]     |
| 2016年（平成28年） | 3,380            | [ * 27 ]     |
| 2017年（平成29年） | 3,380            | [ * 28 ]     |
| 2018年（平成30年） | 3,329            | [ * 29 ]     |
| 2019年（令和元年） | 3,156            |              |

## 車站周邊

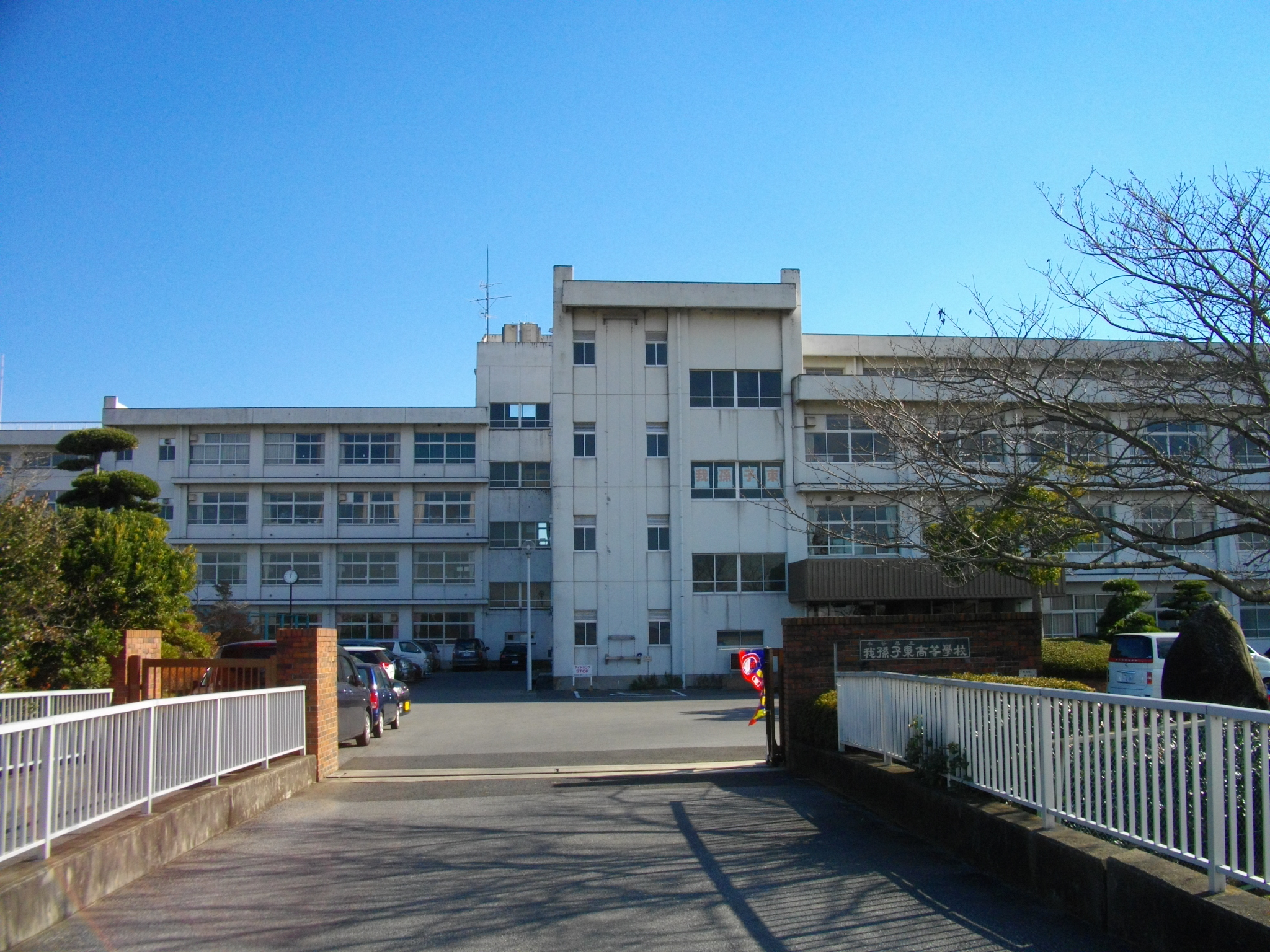
千葉縣立我孫子東高等學校

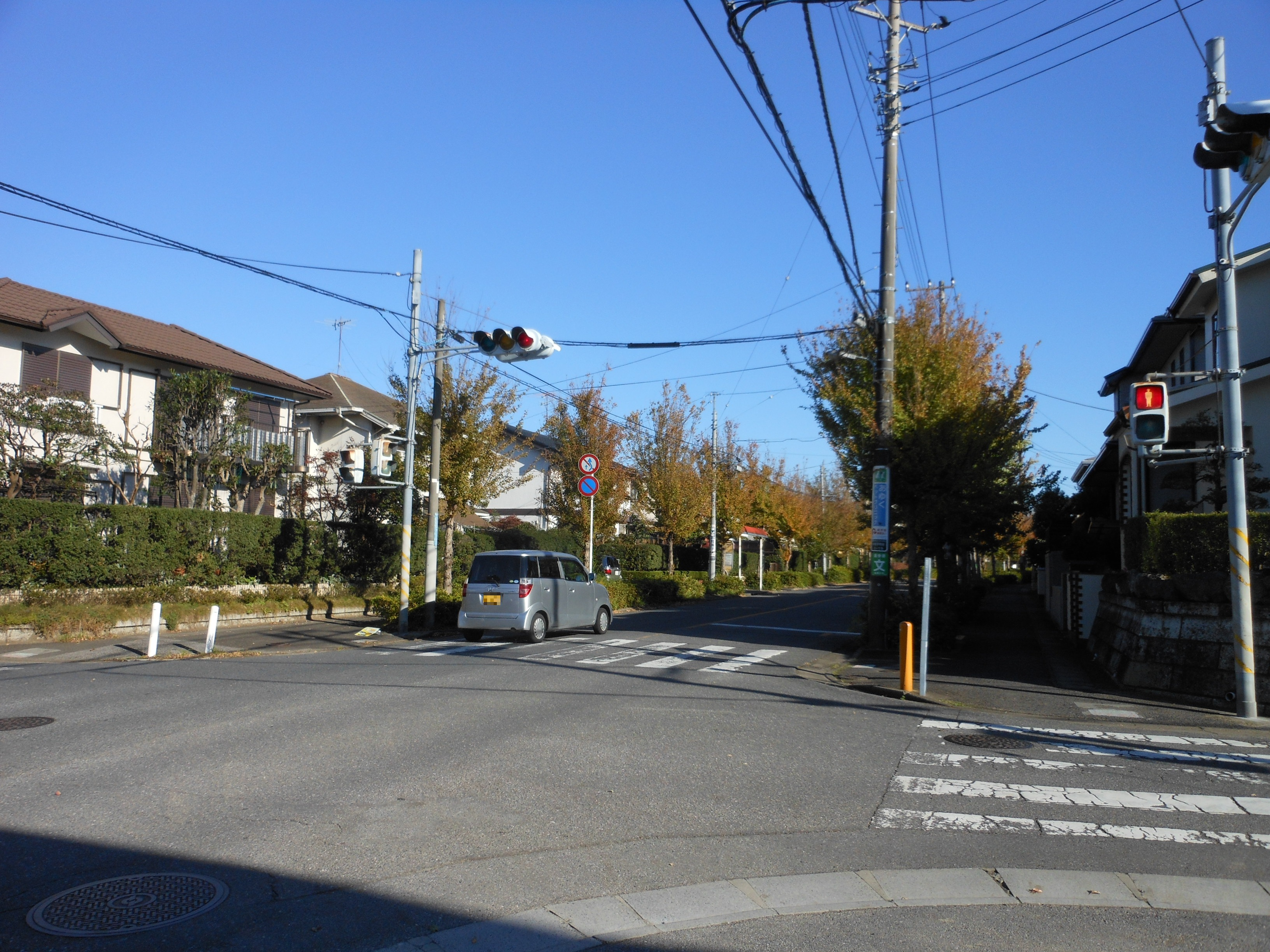
布佐平和台三丁目的景觀（2012年11月18日）

車站周邊曾經設有渡輪碼頭，為一個水上運輸小鎮。隨著開發住宅區，此站周邊變成一個住宅市鎮。在越過利根川（榮橋）後便進入茨城縣北相馬郡利根町。但是在利根町內沒有鐵路車站，因此此站鄰近利根町公所、利根町立布川小學、日本健康運動大學和柳田國男紀念公苑。

### 東出口
- 國道356號（日语：国道356号）（利根水鄉線（日语：利根水郷ライン））
- 千葉縣道·茨城縣道4號千葉龍崎線（日语：千葉県道・茨城県道4号千葉竜ヶ崎線）
- 千葉縣道·茨城縣道170號我孫子利根線（日语：千葉県道・茨城県道170号我孫子利根線）（利根水鄉線）
- 千葉縣道197號布佐停車場線（日语：千葉県道197号布佐停車場線）
- 站前廣場
  - 我孫子市布佐行政服務中心
  - 布佐車站會堂
- 我孫子市消防總部（日语：我孫子市消防本部） 東消防署
- 我孫子市立布佐中學（日语：我孫子市立布佐中学校）
- 我孫子市立布佐小學（日语：我孫子市立布佐小学校）
- 布佐寶保育園
- 私立和田幼稚園
- 宮之森公園
- 利根川Yuyu公園
- 竹內神社
- 布佐河岸、網代場蹟
- 岡田武松（日语：岡田武松）邸蹟
- 成田屋（日语：ナリタヤ）食彩館 布佐店
- 高芳 布佐店
- 布佐郵局
- 水戶信用金庫（日语：水戸信用金庫） 布佐分店

### 南出口
- 國道356號（我孫子繞道）
  - 我孫子平和台郵局 - 1989年（平成元年）10月啟用[10]
  - 布佐南近鄰中心
  - 我孫子市立布佐南小學（日语：我孫子市立布佐南小学校）
- 千葉縣立我孫子東高等學校（日语：千葉県立我孫子東高等学校）
- 我孫子市民圖書館（日语：我孫子市民図書館）布佐分館
- 布佐市民之森
- 相島之森
- 相島藝術文化村
- {{Translink|ja|手賀沼終末処理場]]
- 駅前広場
  - 我孫子警署（日语：我孫子警察署） 布佐站前派出所
  - LANDROME（日语：ランドロームジャパン） 布佐南出口店
- 布佐平和台（日语：布佐平和台）發售土地

## 巴士路線
此站設有前往布佐平和台、我孫子市區方向、茨城縣利根町方向、印西市、榮町方向的巴士路線。
東出口
- 大利根交通自動車（日语：大利根交通自動車）
  - 前往利根新城東
- 印西市親睦巴士（日语：印西市ふれあいバス）（布佐路線）
  - 前往市政廳（印西市政廳）
  - 前往千葉新城中央站北出口
- 接送巴士
  - 印西汽車學校
  - 醫療廣場平和台醫院
  - 印西醫院
- 在2006年9月至2008年10月之間，設有由新東豐（日语：ニュー東豊）營運，從我孫子站→榮町龍角寺台四丁目的深宵巴士路線。

南出口
- 阪東自動車（日语：阪東自動車）
  - 前往體育中心前、新木站南出口
  - 前往天王台站北出口
- 接送巴士
  - 我孫子汽車訓練學校
  - 印西汽車學校
  - 印西中央汽車學校（巴士站：平和之里我孫子前）
  - 醫療廣場平和台醫院
  - 印西醫院

## 相鄰車站
東日本旅客鐵道（JR東日本）
■成田線（我孫子支線）
新木－布佐－木下

## 注腳

### 使用狀況
1. ↑  千葉縣統計年鑑 （页面存档备份，存于）（日語） - 千葉縣
2. ↑  我孫子市の統計 （页面存档备份，存于）（日語） - 我孫子市

JR東日本2000年度以後的乘車人次
1. ↑  各駅の乗車人員（2000年度） （页面存档备份，存于）（日語） - JR東日本
2. ↑  各駅の乗車人員（2001年度） （页面存档备份，存于）（日語） - JR東日本
3. ↑  各駅の乗車人員（2002年度） （页面存档备份，存于）（日語） - JR東日本
4. ↑  各駅の乗車人員（2003年度） （页面存档备份，存于）（日語） - JR東日本
5. ↑  各駅の乗車人員（2004年度） （页面存档备份，存于）（日語） - JR東日本
6. ↑  各駅の乗車人員（2005年度） （页面存档备份，存于）（日語） - JR東日本
7. ↑  各駅の乗車人員（2006年度） （页面存档备份，存于）（日語） - JR東日本
8. ↑  各駅の乗車人員（2007年度） （页面存档备份，存于）（日語） - JR東日本
9. ↑  各駅の乗車人員（2008年度） （页面存档备份，存于）（日語） - JR東日本
10. ↑  各駅の乗車人員（2009年度） （页面存档备份，存于）（日語） - JR東日本
11. ↑  各駅の乗車人員（2010年度） （页面存档备份，存于）（日語） - JR東日本
12. ↑  各駅の乗車人員（2011年度） （页面存档备份，存于）（日語） - JR東日本
13. ↑  各駅の乗車人員（2012年度） （页面存档备份，存于）（日語） - JR東日本
14. ↑  各駅の乗車人員（2013年度） （页面存档备份，存于）（日語） - JR東日本
15. ↑  各駅の乗車人員（2014年度） （页面存档备份，存于）（日語） - JR東日本
16. ↑  各駅の乗車人員（2015年度） （页面存档备份，存于）（日語） - JR東日本
17. ↑  各駅の乗車人員（2016年度） （页面存档备份，存于）（日語） - JR東日本
18. ↑  各駅の乗車人員（2017年度） （页面存档备份，存于）（日語） - JR東日本
19. ↑  各駅の乗車人員（2018年度） （页面存档备份，存于）（日語） - JR東日本
20. ↑  各駅の乗車人員（2019年度） （页面存档备份，存于）（日語） - JR東日本

千葉縣統計年鑑
1. ↑  千葉縣統計年鑑（平成3年） （页面存档备份，存于）（日語）
2. ↑  千葉縣統計年鑑（平成4年） （页面存档备份，存于）（日語）
3. ↑  千葉縣統計年鑑（平成5年） （页面存档备份，存于）（日語）
4. ↑  千葉縣統計年鑑（平成6年） （页面存档备份，存于）（日語）
5. ↑  千葉縣統計年鑑（平成7年） （页面存档备份，存于）（日語）
6. ↑  千葉縣統計年鑑（平成8年） （页面存档备份，存于）（日語）
7. ↑  千葉縣統計年鑑（平成9年） （页面存档备份，存于）（日語）
8. ↑  千葉縣統計年鑑（平成10年） （页面存档备份，存于）（日語）
9. ↑  千葉縣統計年鑑（平成11年） （页面存档备份，存于）（日語）
10. ↑  千葉縣統計年鑑（平成12年） （页面存档备份，存于）（日語）
11. ↑  千葉縣統計年鑑（平成13年） （页面存档备份，存于）（日語）
12. ↑  千葉縣統計年鑑（平成14年） （页面存档备份，存于）（日語）
13. ↑  千葉縣統計年鑑（平成15年） （页面存档备份，存于）（日語）
14. ↑  千葉縣統計年鑑（平成16年） （页面存档备份，存于）（日語）
15. ↑  千葉縣統計年鑑（平成17年） （页面存档备份，存于）（日語）
16. ↑  千葉縣統計年鑑（平成18年） （页面存档备份，存于）（日語）
17. ↑  千葉縣統計年鑑（平成19年） （页面存档备份，存于）（日語）
18. ↑  千葉縣統計年鑑（平成20年） （页面存档备份，存于）（日語）
19. ↑  千葉縣統計年鑑（平成21年） （页面存档备份，存于）（日語）
20. ↑  千葉縣統計年鑑（平成22年） （页面存档备份，存于）（日語）
21. ↑  千葉縣統計年鑑（平成23年） （页面存档备份，存于）（日語）
22. ↑  千葉縣統計年鑑（平成24年） （页面存档备份，存于）（日語）
23. ↑  千葉縣統計年鑑（平成25年） （页面存档备份，存于）（日語）
24. ↑  千葉縣統計年鑑（平成26年） （页面存档备份，存于）（日語）
25. ↑  千葉縣統計年鑑（平成27年） （页面存档备份，存于）（日語）
26. ↑  千葉縣統計年鑑（平成28年） （页面存档备份，存于）（日語）
27. ↑  千葉縣統計年鑑（平成29年） （页面存档备份，存于）（日語）
28. ↑  千葉縣統計年鑑（平成30年） （页面存档备份，存于）（日語）
29. ↑  千葉縣統計年鑑（令和元年） （页面存档备份，存于）（日語）

## 外部連結
- 車站資訊（布佐）：東日本旅客鐵道（日語）
- 阪東自動車 （页面存档备份，存于）（日語）
- 巴士路線時間表 （页面存档备份，存于）（日語）